# Ana Gouveia
Anajara Martins Gouveia (Aracaju, 24 de março de 1979), mais conhecida como Ana Gouveia, é uma cantora brasileira de forró eletrônico. Tornou-se reconhecida nacionalmente por ter integrado os vocais das banda Cintura Fina, Mulheres Perdidas, Calcinha Preta, Gigantes do Brasil e Cavaleiros do Forró.

## Biografia
Desde sua carreira, já participou de várias bandas-baile do estado de Sergipe e grupos de forró como Cintura Fina, Zezinho da Ema e Menina Faceira. Contudo, foi na banda Mulheres Perdidas que ela ganhou mais notoriedade, principalmente com a gravação do primeiro DVD da banda, em Feira de Santana. Uma das músicas mais marcantes – que até hoje está na memória e no coração de muitas pessoas, inclusive da Ana – é “Eu me Rendo”, canção essa que fez sucesso nos shows e nas rádios por todo o Brasil.
Durante os mais de três anos de dedicação e conquistas na banda Mulheres Perdidas, inúmeras propostas foram surgindo, mas Ana optou por continuar na banda, o que aconteceu até o ano de 2009, quando, em janeiro, a cantora decidiu buscar novas conquistas, desligando-se do grupo sergipano. Surge então, em fevereiro, a proposta para fazer parte de um projeto inovador no meio forrozeiro, o Forró Casa Nova, o qual Ana abraçou e se dedicou por dois meses, até receber uma proposta irrecusável feita por Gilton Andrade, empresário da também sergipana banda Calcinha Preta.
No dia 28 de maio de 2009, começa então uma nova etapa em sua carreira. A cidade de Camaçari/BA foi a escolhida para sua estreia na maior banda de forró do Brasil. O show foi marcado pela bela interpretação na música “Chora me Liga”. Todos os integrantes da banda comentavam a desenvoltura de Ana no palco, uma de suas marcas. Desde sua estreia, tinha-se a impressão de que ela já fazia parte do grupo há muitos anos.
Hoje, a cantora coleciona seis álbuns oficiais gravados na banda Calcinha Preta, e um DVD, intitulado “Calcinha Preta 360º”, gravado em Dezembro de 2010 na cidade de Maceió, trabalho que rendeu à banda grandes cifras.
Ao longo desses dois anos na banda Calcinha Preta, Ana construiu uma bela história, que vai além de sucessos marcados pela sua interpretação como “Tô Soltinha” (eleita melhor música nacional em 2010), “Tudo que eu Faço é por esse Amor”, “É Seu Amor que Eu Quero” e “My Love”, de turnês internacionais (Europa, África e EUA), de participações em programas de TV.
Ana Gouveia, como é chamada no meio artístico, também teve em sua voz músicas reconhecidas internacionalmente, dentre elas temos "Será que vai rolar", que foi uma canção muito reproduzida em vários países no ano de 2011. Ana se desligou da Calcinha Preta em 2012 e teve uma breve passagem nos grupos Cartas de Tarô e Farra de Barão. 
Em 2016 retornou à Calcinha Preta, onde emplacou a canção Homem de Rua, canção a qual a mesma cantou no Domingão do Faustão, em 2017. No ano de 2018 gravou o projeto acústico áudio visual Calcinha Preta - Edição Especial, lançado nas plataformas digitais da banda. Mais tarde no mesmo ano, ela pediu demissão e se desligou da banda. Em 2019 juntou-se ao grupo Gigantes do Brasil, no qual passou pouco tempo. Em janeiro de 2021 lançou um projeto solo intitulado Modo Ana Gouveia.
Atualmente Ana se dedica a sua família e pretende retornar aos palcos quando a pandemia acabar.
Em 2022, Ana Gouveia anunciou pelo seu Instagram oficial, o seu retorno para a banda Mulheres Perdidas, se desligando da mesma em 2023.
Em 2023, foi contratada  por Alex Padang, para ser a mais nova cantora da Banda Cavaleiros do Forró.
Em 3 de janeiro de 2024, Ana anunciou o seu desligamento da banda Cavaleiros do Forró, através do seu instagram oficial, mas apos uma reviravolta retorna a banda no dia 31 de janeiro de 2024.